# Stictoptera tridentifera
Stictoptera tridentifera är en fjärilsart som beskrevs av Holloway 1979. Stictoptera tridentifera ingår i släktet Stictoptera och familjen nattflyn. Inga underarter finns listade i Catalogue of Life.